# Alpes Isère Tour
L'Alpes Isère Tour anciennement Rhône-Alpes Isère Tour, est une course cycliste par étapes française disputée en Isère. Il a été créé en 1991 sous le nom de Tour Nord-Isère; puis sous l'appellation Rhône Alpes Isère Tour entre 2006 et 2019. Il fait partie de l'UCI Europe Tour depuis 2005, en catégorie 2.2. C'était auparavant une épreuve réservée aux amateurs.
L'épreuve est dirigée depuis sa création par Michel Baup, président de l'association COTNI qui organise également depuis 2012 la Classique des Alpes Juniors.
L'édition 2020 est annulée en raison de la pandémie de coronavirus. La course est renommée Alpes Isère Tour à partir de 2021.

## Palmarès
| Année                  | Vainqueur              | Deuxième            | Troisième          |
| ---------------------- | ---------------------- | ------------------- | ------------------ |
| Tour Nord-Isère        |                        |                     |                    |
| 1991                   | Denis Moretti          | Éric Magnin         | Marian Gołdyn (pl) |
| 1992                   | Francisque Teyssier    | Patrick Vallet      | Jean-Luc Jonrond   |
| 1993                   | David Orcel            | Denis Moretti       | Cyril Sabatier     |
| 1994                   | Frédéric Gabriel       | Arnaud Prétot       | Gilles Pauchard    |
| 1995                   | Dominique Mollard      | Jean-Yves Duzellier | Marc Thévenin      |
| 1996                   | Stéphane Houillon      | Olivier Trastour    | Marc Thévenin      |
| 1997                   | Éric Drubay            | Cédric Célarier     | Pascal Galtier     |
| 1998                   | Marc Thévenin          | Pascal Pofilet      | Benoît Luminet     |
| 1999                   | Éric Drubay            | Nicolas Dumont      | Ludovic Turpin     |
| 2000                   | Marlon Pérez           | Alexandre Grux      | Éric Drubay        |
| 2001                   | David Pagnier          | Stéphane Auroux     | Olivier Martinez   |
| 2002                   | Jef Peeters (de)       | Noan Lelarge        | Christophe Morel   |
| 2003                   | Christophe Morel       | Steven De Champs    | Jérémie Dérangère  |
| 2004                   | Laurent Mangel         | Mickaël Leveau      | Gilles Canouet     |
| 2005                   | Maint Berkenbosch (de) | Tomasz Smoleń       | Lars Thomsen       |
| Rhône-Alpes Isère Tour |                        |                     |                    |
| 2006                   | Tomislav Dančulović    | Eduardo Gonzalo     | Matija Kvasina     |
| 2007                   | Gabriel Rasch          | Nicolas Vogondy     | Hakan Nilsson      |
| 2008                   | Jérémie Derangère      | Nicolas Vogondy     | Radoslav Rogina    |
| 2009                   | Yann Huguet            | Nicolas Vogondy     | Maxime Bouet       |
| 2010                   | Jérôme Coppel          | Nicolas Baldo       | Sergey Firsanov    |
| 2011                   | Sylvain Georges        | Thibaut Pinot       | Lasse Bøchman      |
| 2012                   | Paul Poux              | Sergey Rudaskov     | Romain Hardy       |
| 2013                   | Nico Sijmens           | Fabien Schmidt      | Rene Mandri        |
| 2014                   | Matija Kvasina         | Julien Guay         | Corrado Lampa      |
| 2015                   | Sam Oomen              | Fabrice Jeandesboz  | Florian Dumourier  |
| 2016                   | Lennard Hofstede       | Jérôme Baugnies     | Adrien Costa       |
| 2017                   | Marco Minnaard         | Pascal Eenkhoorn    | Jérôme Mainard     |
| 2018                   | Stephan Rabitsch       | Niklas Larsen       | Jérôme Baugnies    |
| 2019                   | Matthias Krizek        | Claudio Imhof       | Sander Andersen    |
| 2020                   | annulé                 | annulé              | annulé             |
| Alpes Isère Tour       |                        |                     |                    |
| 2021                   | Sjoerd Bax             | Anthon Charmig      | Jakub Otruba       |
| 2022                   | Yannis Voisard         | Romain Grégoire     | Sebastian Berwick  |
| 2023                   | Lennert Van Eetvelt    | Oscar Onley         | Johannes Kulset    |
| 2024                   | Jarno Widar            | José Félix Parra    | Tom Donnenwirth    |
| 2025                   | Aubin Sparfel          | Maxime Decomble     | Matteo Vanhuffel   |